# Шурик
Шу́рик (Алекса́ндр Серге́евич Тимофе́ев) — герой ряда популярных советских кинокомедий, студент. В фильмах Леонида Гайдая роль Шурика играл актёр Александр Демьяненко.

## Фильмы
Шурик в исполнении Александра Демьяненко — главный герой трёх комедий Гайдая и трёх музыкальных телевизионных постановок. В созданных после смерти актёра ремейках персонаж присутствует в исполнении других актёров.
Комедии Леонида Гайдая
- «Операция «Ы» и другие приключения Шурика» (1965). Здесь Шурик попадает в приключения самого разного характера.
- «Кавказская пленница, или Новые приключения Шурика» (1966). Шурик невольно становится соучастником похищения студентки-спортсменки Нины, после чего спасает её и отправляет злоумышленников за решётку.
- «Иван Васильевич меняет профессию» (1973). Шурик, выступающий уже в качестве инженера Александра Сергеевича Тимофеева, изобретает машину времени и с её помощью открывает портал в XVI век — во времена правления Ивана Грозного, однако из-за переполоха царь и наблюдавший за экспериментом управдом Иван Бунша на какое-то время меняются местами.

Музыкальные телефильмы
- «Эти невероятные музыканты, или Новые сновидения Шурика» (1977). Шурик создаёт машину времени (использованы кадры из фильма «Иван Васильевич…»), после взрыва которой засыпает, а в своём сне предстаёт ведущим концерта песен из гайдаевских фильмов.
- «Старые песни о главном 2» (1997, небольшое камео)
- «Старые песни о главном 3» (1998, частичное продолжение сюжета фильма «Иван Васильевич…»).

Ремейки
- «Кавказская пленница!» (2014). Ремейк оригинальной ленты. Роль Шурика (актёр Дмитрий Шаракоис) аналогична оригиналу, за исключением того, что он изображён здесь не как студент, а как журналист.
- «СамоИрония судьбы» (2022). В конце фильма в квартире Нади исчезает стенка, за которой стоят Шурик и Иван Грозный, а далее показаны мини-сценки, пародирующие фильм «Иван Васильевич меняет профессию» (Шурик — Денис Дорохов).
- «Иван Васильевич меняет всё» (2023). Пародия на «Иван Васильевич меняет профессию» (Шурик — Демис Карибидис).
- «НеКавказская пленница» (2025). Пародия на фильм «Кавказская пленница…».

## Создание персонажа и характеристика

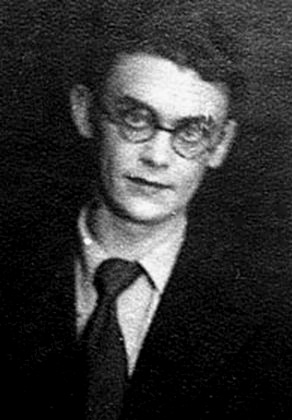
18-летний Леонид Гайдай в 1941 году

В 1964 году Гайдай приступил к работе над созданием комедии «Несерьёзные истории» по сценарию Мориса Слободского и Якова Костюковского. Связующим звеном между тремя короткометражными новеллами должен был стать чудаковатый персонаж, выходящий победителем из разнообразных жизненных переделок.
Согласно первоначальному сценарию героя звали Владик Арьков. Цензоры забраковали идею, посчитав, что зритель расшифрует имя как Владлен, и у народа эксцентричная комедия начнёт ассоциироваться с вождём мирового пролетариата. Гайдай с лёгкостью согласился переименовать персонажа: режиссёру принципиально было не имя само по себе, а суффикс, придающий уменьшительно-ласкательный оттенок. Фамилия также за ненадобностью отпала. Лишь в последнем фильме (в основной серии) о приключениях Шурика фамилию персонажу своеобразно «подарил» Михаил Булгаков.
Биограф Гайдая Евгений Новицкий называет предшественником Шурика капитана Аркадия Шмелёва — персонаж раннего фильма Гайдая «Трижды воскресший»: «…очки, интеллигентность, доверчивость, чудаковатость — всё при нём». По мнению киноведа Максима Шумова, прототипом персонажа был Чарли Чаплин, о чём свидетельствуют параллели между новеллой «Напарник» и фильмом 1917 года «Тихая улица»; фильмы с участием Чаплина Гайдай любил ещё с детства и во многом считал своим учителем. Режиссёр и кинокритик Сергей Добротворский утверждает, что основной прототип Шурика — Гарольд Ллойд, лишь в новелле «Наваждение» «Операции Ы» персонаж близок к манере Бастера Китона, а Чаплиным никак не мог быть: по мнению Добротворского, комедии Гайдая — чисто советские и далеки от буржуазного комизма Чарли Чаплина.
Список претендентов на роль был громаден: Александр Леньков, Виталий Соломин, Евгений Петросян, Сергей Никоненко, Евгений Жариков, Владимир Коренев, Геннадий Корольков, Иван Бортник, Валерий Носик, Всеволод Абдулов, Алексей Эйбоженко, Борис Амарантов, Александр Збруев, Олег Видов, Андрей Миронов (только на уровне переговоров). Ни один из них не устроил режиссёра, лепившего характер персонажа со своего: застенчивый, скромный, нелепый, не умеющий общаться с девушками, но бесконечно добрый, отзывчивый и всегда готовый помочь. Сходство образа персонажа с личностью режиссёра отмечали его близкие, включая Нину Гребешкову. Подходящим исполнителем роли Гайдай посчитал молодого ленинградского актёра Демьяненко, в реальной жизни тоже застенчивого и замкнутого; ради роли он согласился даже сменить цвет волос.
Сам актёр, в 1998 году в беседе с Веркой Сердючкой в передаче «СВ-шоу», по этому поводу отметил следующее:

Надо сказать, что это было довольно неприятно. В то время, тогда, не было же тех замечательных красителей, как сейчас. Поэтому меня красили бланкитом. Вы знаете, это что-то похожее на смесь извёстки с чем-то. Это жуткая процедура. Я был в то время брюнетом, таким жгучим. Мои волосы (мне всю голову намазали) сожгли этим бланкитом, и, к чёртовой матери, всю кожу на моей бедной голове. Так что, это впечатление осталось.
А вдова актёра Людмила Акимовна позднее вспоминала:

Его красили беспощадно, безобразно, до волдырей на коже. Тогда были жуткие краски. Хорошо ещё, что у Саши волосы густые и, несмотря на все эксперименты, он не полысел.
В «Кавказской пленнице» ещё сильнее прослеживается связь образа Шурика с характером Гайдая. Особенно похожи его ухаживания за Ниной — «трогательные и во многом нелепые». Неслучайно и совпадение имён героини фильма и супруги режиссёра.
Главным героем фильма Гайдая 1982 года «Спортлото-82» является Костя Луков в исполнении Альгиса Арлаускаса, схожесть которого с Шуриком отмечена Ю. Крючковым в статье для газеты «Труд», где прямо указано: «Зачем Гайдай Шурика нарёк Костей, зачем нового актёра пригласил — ведь старый со своими обязанностями справлялся?..».

## Влияние персонажа на судьбу актёра
К Александру Демьяненко после съёмок в первых фильмах о Шурике прочно «прикрепилась» эта роль — хотя в последующих фильмах Александр играл абсолютно других персонажей, зрители воспринимали его не иначе как «студента Шурика». Дабы абстрагироваться от этого, Демьяненко озвучивал мультфильмы или дублировал иностранных актёров в зарубежных фильмах. В 1997 году Александр Сергеевич сыграл роль в сериале «Клубничка», где его персонаж уже не ассоциировался с Шуриком.
Последний раз Демьяненко сыграл роль Шурика в новогодних музыкальных телефильмах канала ОРТ «Старые песни о главном-2» и «Старые песни о главном-3», причём в основу последнего было положено продолжение сюжета «Ивана Васильевича…». Эти фильмы стали для актёра последними в жизни, не считая финальные эпизоды «Клубнички».

## Памятники

Памятник Шурику и Лиде возле Рязанского государственного университета
Кадр из фильма «Операция „Ы“ и другие приключения Шурика» (1965)
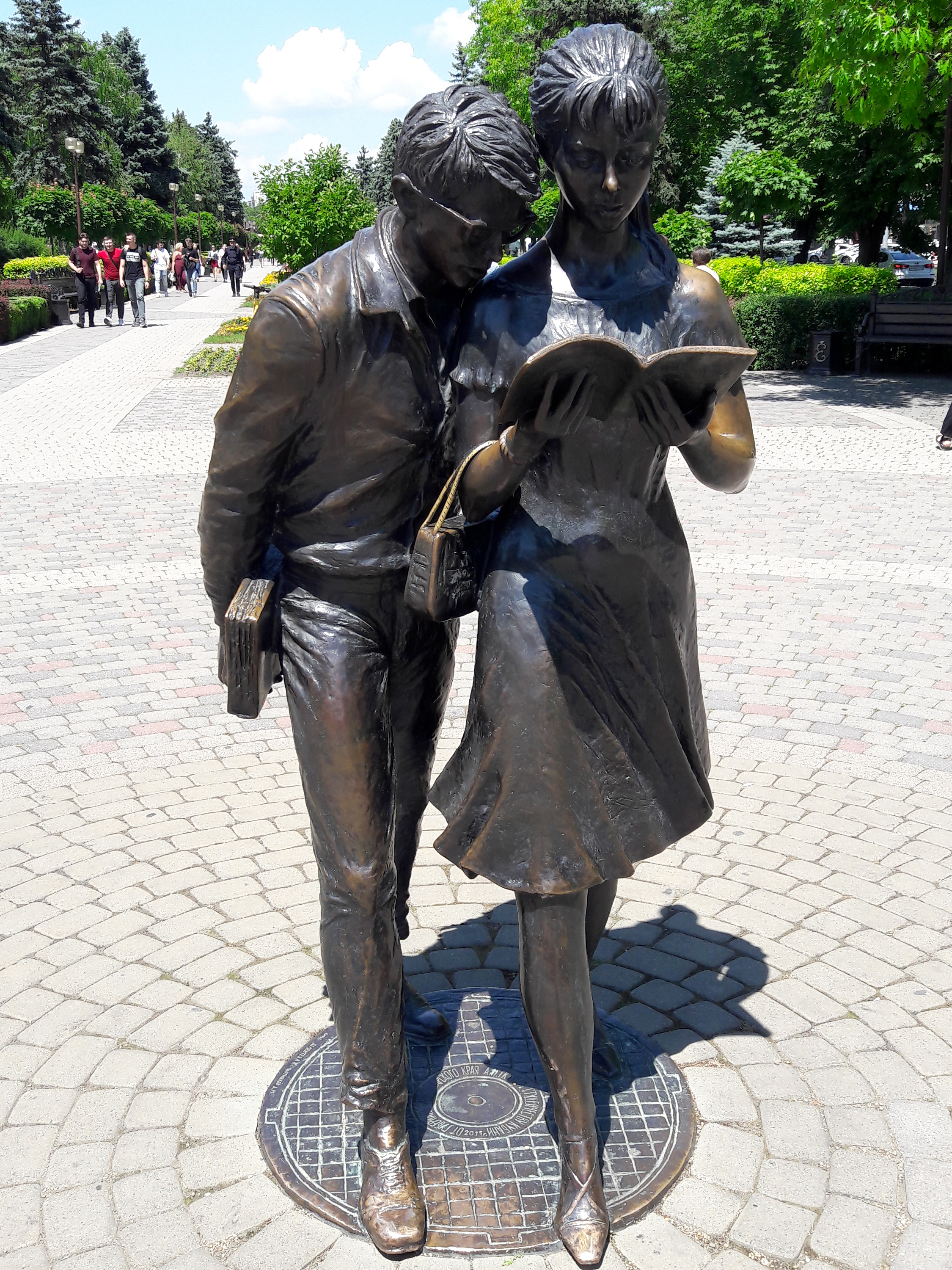
Памятник Шурику и Лиде на центральной аллее Краснодара
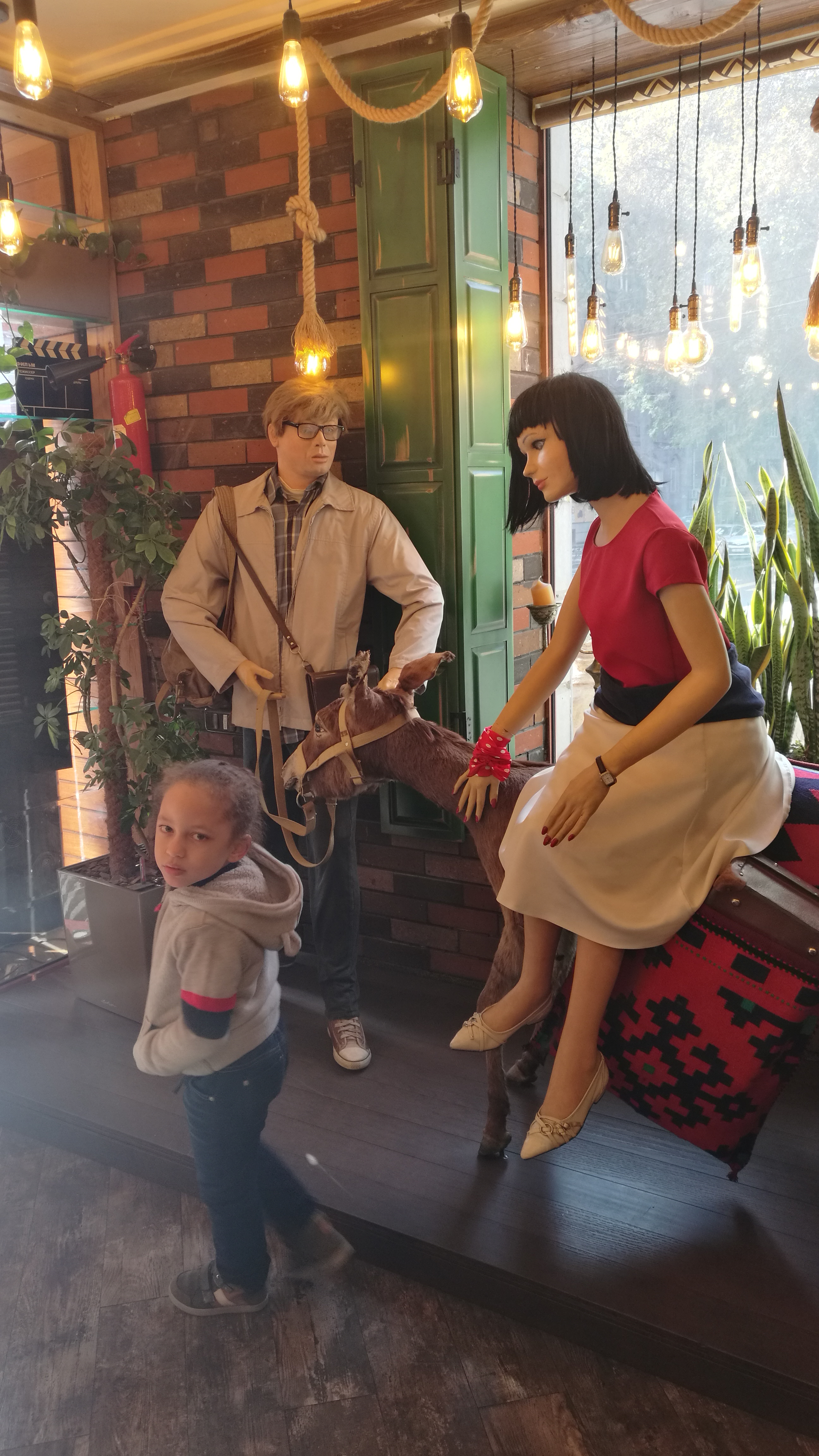

Кроме того, памятники Шурику и Лиде имеются в Москве (установлен в 2012 у здания Российский экономический университет имени Г. В. Плеханова), в городе Лахденпохья (Карелия), Прокопьевске (Кемеровская область), с. Ютановка (Белгородская область).